# Антонов, Николай Евдокимович
Никола́й Евдоки́мович Анто́нов (1857 — ?) — крестьянин, член II Государственной думы от Костромской губернии.

## Биография

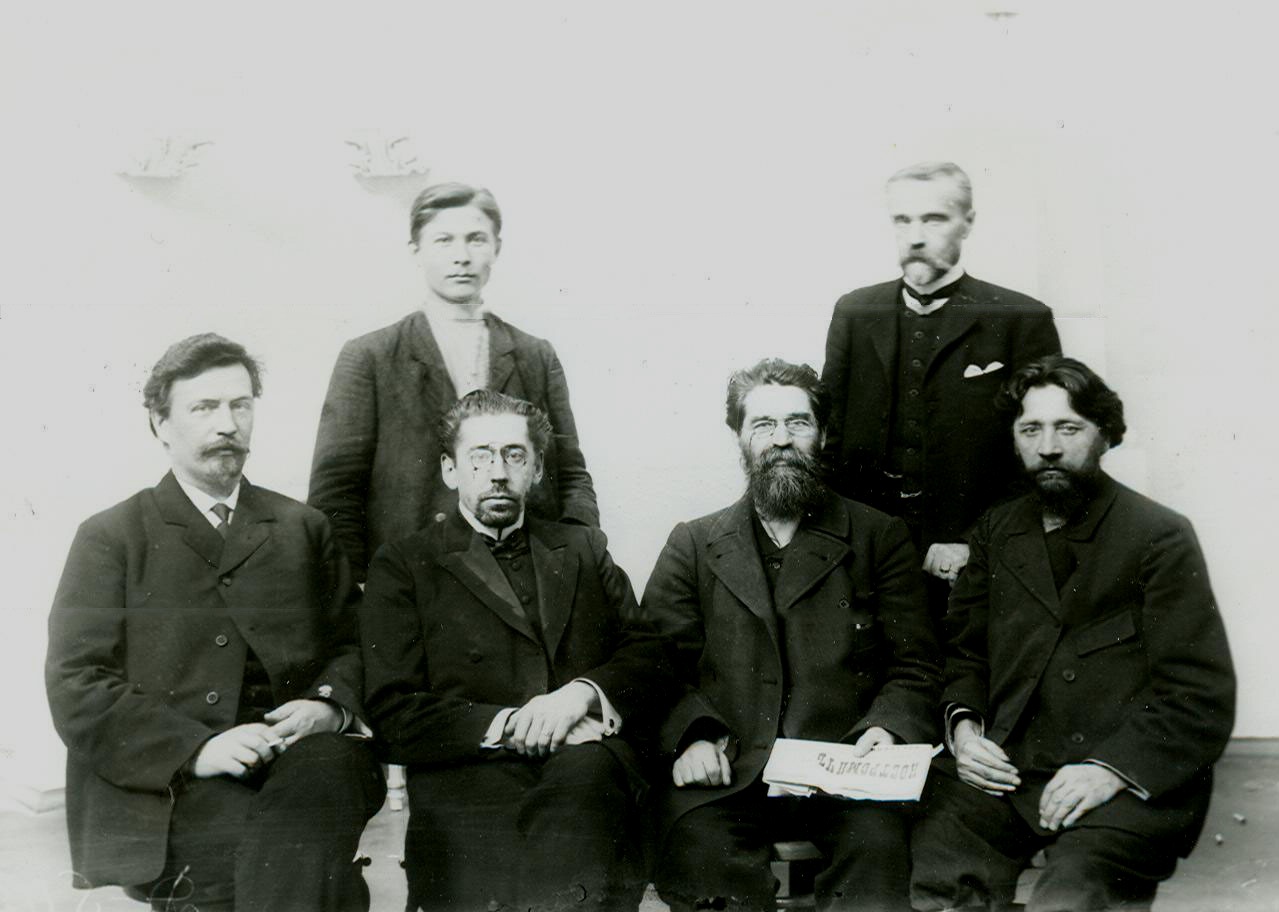
Депутаты Государственной Думы II созыва от Костромской губернии. Стоят:
А. В. Калинин, А. В. Перелешин; сидят: П. Е. Юницкий, Б. Л. Петерсон, Н. Е. Антонов, Ф. И. Галунов

Крестьянин деревни Мытищи Завражной волости Макарьевского уезда Костромской губернии.
Выпускник церковно-приходской школы. По политическим взглядам был близок к Конституционно-демократической партии. Жил исключительно своим наделом.
7 февраля 1907 года был избран во Государственную думу II созыва от съезда уполномоченных от волостей Костромской губернии. Избрание произошло в результате соглашения выборщиков от левых партий с кадетами. Вошёл в состав Конституционно-демократической фракции. Участвовал во внесении «Проекта основных положений об отмене ограничений в политических и гражданских правах, связанных с вероисповеданием и национальностью».
Дальнейшая судьба и дата смерти неизвестны.

### Архивы
- Российский государственный исторический архив. Фонд 1278. Опись (2-й созыв). Дело 14; Дело 574. Лист 16.